# Ioan Lemeni
Ioan Lemeni (ur. 22 kwietnia 1780 w Dezmér, zm. 29 marca 1861 w Wiedniu) – duchowny greckokatolicki, biskup Fogaraszu i zwierzchnik rumuńskich grekokatolików (1833–1850), działacz religijny, polityczny i społeczny w Siedmiogrodzie.

## Życiorys
Urodził się 22 kwietnia 1780 r. we wsi Dezmér na terenie Królestwa Węgier w obrębie monarchii habsburskiej (obecnie gmina Apahida, okręg Kluż w północno-zachodniej Rumunii). Pochodził z rodziny szlacheckiej.
Uczęszczał do szkoły podstawowej w Klużu, ukończył gimnazjum w Blaju i ok. 1801 r. wstąpił do miejscowego seminarium duchownego.
W 1803 r. przeniósł się do seminarium w Oradei, gdzie został wyświęcony na diakona 17 września 1805, a 1 października tegoż roku otrzymał święcenia prezbiteriatu. Lemeni przez dwa lata nauczał filozofii i historii Kościoła w Blaju, a następnie został proboszczem i dziekanem w Klużu. 28 października 1819 r. otrzymał godność kanonika kapituły katedralnej w Klużu, a 18 października 1820 r. – kanonika w Blaju. W 1829 r. został sekretarzem biskupa Fogaraszu Ioana Boba i kierownikiem wydziału historii Kościoła w seminarium.
Od 2 października 1830 r. był wikariuszem generalnym diecezji Fogaraszu, a 23 sierpnia 1832 r. wybrano go na biskupa Făgăraș. Wybór ten potwierdził papież Grzegorz XVI 15 kwietnia 1833 r. Lemeni został konsekrowany 6 czerwca 1833 r. w katedrze św. Mikołaja przez Samuila Vulcana, biskupa Oradea Mare. 14 lipca 1833 r. odbył ingres do katedry Świętej Trójcy w Blaju.
Lemeni uważał, że każda gmina powinna utrzymywać nauczyciela w szkole ludowej. Odbył wizytację kanoniczną w niemal wszystkich parafiach swojej diecezji. W 1837 r. na polecenie Lemeniego przeprowadzono restaurację siedziby biskupa w Blaju.
Wraz z prawosławnym biskupem Andrzejem (Șaguną) odegrał istotną rolę w okresie rewolucji rumuńskiej i powstania węgierskiego 1848 r.
W marcu 1850 r. gubernator Siedmiogrodu, Ludwig von Wohlgemuth, zmusił go do dymisji i wyjazdu z kraju. 10 kwietnia 1850 r. Ioan Lemeni udał się do Wiednia jako biskup senior.
Biskup Ioan Lemeni był konsekratorem Spirydiona Litwinowicza jako biskupa pomocniczego greckokatolickiej archieparchii lwowskiej (1857).
Zmarł 29 marca 1861 r. Został pochowany na cmentarzu w Simmering (Wiedeń).